# كاي نيموتو
كاي نيموتو (اليابانية: 根本 香 絵) هي عالمة فيزيائية نظرية يابانية معروفة بأبحاثها حول الضوئيات، والإشعاع الفائق، نقل الطاقة الكمية والحوسبة الكمية الخطية. وهي أستاذة في المعهد الوطني للمعلومات وجامعة الدراسات العليا للدراسات المتقدمة، ومديرة مركز الأبحاث العالمي لعلوم المعلومات الكمية في المعهد الوطني للمعلوماتية، ومديرة مشاركة للمختبر الياباني الفرنسي للمعلوماتية.

## نبذة
بعد دراسة الفيزياء في جامعة توكاي، أكملت نيموتو دراساتها العليا في جامعة أوتشانوميزو، حيث حصلت على درجة الماجستير في عام 1993 وحصلت على الدكتوراه في عام 1995.
في عام 2015، تم اختيار نيموتو كزميل في الجمعية الفيزيائية الأمريكية (APS)، بعد ترشيح من قسم المعلومات الكمومية APS، «لريادة نظرية التطبيقات البصرية الكمومية لمعالجة المعلومات الكمية والاتصالات». وهي أيضًا زميلة في معهد الفيزياء.